# Скандола
Скандола — морський природний заповідник на північному заході Корсики, який віднесений до пам'ятників всесвітньої спадщини ЮНЕСКО з 1983 року.

## Історія та призначення
Верхівка Скандоли — це виступаюча частина вулканічного комплексу, що виник 250 млн років тому. Півострів зачаровує дивною красою своїх незвичайних порфірних скель. Його загальна площа — 2000 га. Рослинність півострова, яка представлена чагарниками, має великий науковий інтерес. Заснований в 1983 році, площа 12 тис. га. Охороняє природні комплекси середземноморського маквісу, лісів з середземноморської сосни-пінії, гаїв скельного дуба, гірських лугів і скелястого морського узбережжя. Найбільшу цінність у фауні парку становлять рідкісні пернаті мешканці Корсики: ягнятник, сокіл-сапсан, скопа і кораловий мартин — найрідкісніший вид мартинів у світі.